# Hrabstwo McCulloch

Piramida wieku hrabstwa

Hrabstwo McCulloch – hrabstwo położone w USA, w środkowym Teksasie, na płaskowyżu Edwardsa. Utworzone w 1856 r. Siedzibą hrabstwa jest miasteczko Brady. Inne miejscowści, to: Melvin, Lohn, Rochelle i Mercury. Północną granicę hrabstwa wyznacza rzeka Colorado, ponadto hrabstwo przecina San Saba River.

## Gospodarka
73% areału gospodarstw zajmują pastwiska, 13% to obszary leśne i 12% uprawy.
- hodowla kóz, owiec i bydła[2]
- uprawa pszenicy i bawełny[2]
- usługi zdrowotne, turystyczne i edukacyjne (ponad 30% zatrudnionych)[3].

## Sąsiednie hrabstwa
- Hrabstwo Coleman (północ)
- Hrabstwo Brown (północny wschód)
- Hrabstwo San Saba (wschód)
- Hrabstwo Mason (południe)
- Hrabstwo Menard (południowy zachód)
- Hrabstwo Concho (zachód)

## Demografia
Mieszkańcy deklarują głównie pochodzenie meksykańskie (27,8%), mieszane (19,4%), niemieckie (16,9%), angielskie (8,8%), irlandzkie (7,5%) i „amerykańskie” (5%).